# Улица Боевых Дружин
У́лица Боевых Дружин (до 1929 года — Щипановский переулок) расположена между улицами Февральской Революции и Шейнкмана в Центральном жилом районе Екатеринбурга (Верх-Исетский административный район). Протяженность улицы с северо-запада на юго-восток составляет не менее 250 м.

## История
В 1960-е годы застройка улицы имела нумерацию № 1—29 (нечётная сторона), 2—26 (чётная), улица шла от улицы Шейнкмана вплоть до Набережной Рабочей Молодёжи и имела большую протяжённость, чем в начале XXI века. На 2010 год на улице сохранилось лишь два дома (№ 26 и 26а), хотя с востока на улицу выходят фасадами несколько высотных жилых домов, которые имеют другой адрес. Северо-западную часть улицы занимает огороженный забором пустырь, на месте которого планируется построить ряд объектов Екатеринбург-Сити. На месте западной части улицы находится автостоянка.

## Расположение и благоустройство
Улица проходит с востока на юг начиная от улицы Шейнкмана, потом улица теряется, потом начинается снова от улицы Маршала Жукова, и заканчивая на улице Февральской революции.

## Транспорт
Движение общественного транспорта по улице не осуществляется.

## Достопримечательности
- Дом № 26 (также Шейнкмана, 15) — усадьба Кокшаровых. Усадьба построена в середине XIX века и состоит из одноэтажного каменного жилого дома, каменного флигеля, ворот и ограды. Усадьба признана объектом культурного наследия[3]. В доме размещается Уральская транспортная прокуратура.